# Эшли, Эйприл
Эйприл Эшли (англ. April Ashley; 29 апреля 1935 — 27 декабря 2021) — английская модель и администратор ресторана. Известна как первая британка, которой была проведена хирургическая коррекция пола.

## Ранняя жизнь
Джордж Джеймисон родился 29 апреля 1935 года в Сефтонской больнице, Ливерпуль. Он был одним из шести выживших детей в семье, где отец исповедовал римо-католицизм, а мать — протестантизм. В детстве мальчик страдал от дефицита кальция (из-за чего ему требовались регулярные его инъекции) и ночного недержания мочи, в результате чего получил себе отдельную комнату в возрасте двух лет, когда семья переехала в частный дом.

## Период между 1950 и 1970 годами
Джордж поступил в торговый флот в 1951 году в возрасте 16 лет. Там он совершил попытку суицида, после чего его уволили. После второй попытки суицида Джордж в возрасте 17 лет был отправлен в психиатрическую больницу в Ормскирке.
В своей книге The First Lady Эшли поведала историю об изнасиловании, когда она ещё была юношей. Сосед изнасиловал её, что нанесло ей тяжёлую травму.

### Смена пола
После выхода из госпиталя Джордж переехал в Лондон, по его словам, он вынужден был делить общий пансионат с корабельным стюардом Джоном Прескоттом. В конце 1950-х годов Джордж переехал в Париж, где начал переодеваться в женскую одежду и использовать псевдоним Тони Эйприл, также присоединился к знаменитой французской артистке Coccinelle в состав кабаре и выступал в Carousel Theatre.
В возрасте 25 лет, накопив £3000, Джордж оплатил тайную операцию по смене пола, которая была проведена 12 мая 1960 года, в Касабланке, Марокко французским врачом Жоржем Буру. Операция длилась 7 часов.

### Карьера модели и скандал
Вернувшись в Великобританию, Джеймисон начала использовать имя Эйприл Эшли и стала успешной моделью, появляясь в таких изданиях, как журнал Vogue (фотографировал Дэвид Бэйли), и сыграв небольшую роль в фильме «Дорога в Гонконг», в котором снимались Бинг Кросби и Боб Хоуп.
После того как друг продал её историю в СМИ, в 1961 году под заголовком «„Её“ секрет раскрылся» (англ. "'Her' secret is out") газета Sunday People описала Эшли как трансгендерную женщину. После этого она оказалась в центре скандала, и её перестали приглашать в кино.
В ноябре 1960 года Эшли встретила Артура Корбетта, который был наследником Лорда Роваллан. Они поженились в 1963 году, но их брак быстро распался. Брак был аннулирован в 1970 году на том основании, что Эшли была мужчиной, хотя Корбетт знал об этом, когда они поженились.

## Дальнейшая жизнь
После сердечного приступа в Лондоне, Эшли провела несколько лет на валлийской границе города Хей-он-Уай. В своей книге April Ashley’s Odyssey она заявила, что Аманда Лир родилась мужчиной, как Ален Тапп, и они вместе работали в Ле-Карусель, где Лир использовала псевдоним Пеки д’Осло. Эшли и Лир долгое время дружили, но, по мнению Эшли, после этого заявления поссорились и больше не общались.
В 1980-х годах Эшли вышла замуж за Джеффри Уэста, но в 1990-х они развелись. В 2005 году, после принятия гендерного закона 2004 года, Эшли была окончательно юридически признана женщиной и ей выдали новое свидетельство о рождении. Тогдашний заместитель премьер-министра Великобритании Джон Прескотт, который знал Эшли с 1950-х годов, помог ей с документами.
Совсем недавно Эшли рассказала о своей жизни в Георгиевском зале, «Ливерпуль» в рамках городского фестиваля Homotopia 15 ноября 2008 года и 18 февраля 2009 года в Саут-Бэнк.
Жила в Фулхэм, Юго-Западном Лондоне.

## Биографии
«Одиссея Эйприл Эшли», биография авторства Дункана Фоллоуэлла, была опубликована в 1982 году. В 2006 году Эшли выпустила свою автобиографию «Первая леди» и выступила на телевидении. В одном интервью она сказала «Это реальная история и она содержит много вещей, которые я просто не могла сказать в 1982 году», включая информацию о предполагаемых романах с Майклом Хатченсом, Питером О’Тулом, Омаром Шарифом, Грейсоном Перри и, среди прочих, будущим 19-м герцогом Инфантадо.
В 2012 году компании Pacific Films и Limey Yank Productions анонсировали фильм о жизни Эйприл Эшли.